# 3766 Джунпаттерсан
3766 Джунпаттерсан (3766 Junepatterson) — астероїд головного поясу, відкритий 16 січня 1983 року.
Тіссеранів параметр щодо Юпітера — 3,176.